# كأس كولومبيا 2011
كأس كولومبيا 2011 (بالإسبانية: Copa Colombia 2011)‏ هو موسم من كأس كولومبيا. كان عدد الأندية المشاركة فيه 36، وفاز فيه نادي ميلوناريوس.